# Ільчишин Олександр Михайлович
Олекса́ндр Миха́йлович Ільчи́шин (20 червня 1989, м. Мена, Чернігівська область — 23 серпня 2016) — солдат Збройних Сил України, учасник Війни на сході України у складі 41-го окремого мотопіхотного батальйону (1-ша окрема танкова бригада).

## Життєпис
Закінчив Менську районну гімназію, у 2007 році Сосницький професійний аграрний ліцей.
У 2007—2008 роках проходив строкову військову службу у лавах ЗСУ.
Мобілізований до лав Збройних Сил України у березні 2014 року.
З 18 березня по 19 травня 2014 року служив стрільцем відділення охорони Менського районного військового комісаріату. З 19 травня 2014 року — солдат, кулеметник мотопіхотного відділення мотопіхотного взводу 41-го батальйону територіальної оборони «Чернігів-2». Брав участь у визволенні Слов'янська, Красного Лиману та Попасної. 9 серпня 2014 року отримав важке поранення внаслідок підриву на міні бронемашини. Проходив лікування у Харківському госпіталі, травматологічному відділенні Київського шпиталю. Згодом був направлений на реабілітацію в Ірпінський госпіталь Київської області. 2 вересня 2014 року, після складної операції, впав у кому. Помер 23 серпня 2016 року, не приходячи до свідомості, вдома, у місті Мена.
Похований у місті Мена Чернігівської області.

## Нагороди та вшанування

Меморіальна дошка Олександра Ільчишина, м. Мена, гімназія

- Указом Президента України № 363/2017 від 14 листопада 2017 року, "за особисту мужність і самовіддані дії, виявлені у захисті державного суверенітету та територіальної цілісності України, зразкове виконання військового обов’язку", нагороджений орденом «За мужність» III ступеня (посмертно).
- 21 листопада 2016 року, на будівлі Менської гімназії, було відкрито дошку пам'яті Олександра Ільчишина[2].
- Присвоєно звання «Почесний громадянин Менського району» (посмертно)